# Piki Niinivaara
Pirkka Fritz (Piki) Niinivaara, född 18 mars 1919 i Sippola, död 22 januari 2010 i Helsingfors, var en finländsk kötteknolog.
Niinivaara blev agronomie- och forstdoktor 1955. Han var 1947–1960 föreståndare för andelsslakteriernas forskningscentral och 1961–1977 extra ordinarie professor i kötteknologi vid Helsingfors universitet samt 1977–1983 ordinarie professor. Han förestod Helsingfors universitets lantbruksmuseum 1964–1983.
Bland Niinivaara arbeten märks Über den Einfluss von Bakterienreinkulturen auf die Reifung der Rohwurst (1955). Han utvecklade en metod att framställa helkonserver av kött med hjälp av starterkulturer. 